# Tipula icarus
Tipula icarus är en tvåvingeart som beskrevs av Alexander 1936. Tipula icarus ingår i släktet Tipula och familjen storharkrankar. Inga underarter finns listade i Catalogue of Life.